# Robert Ford

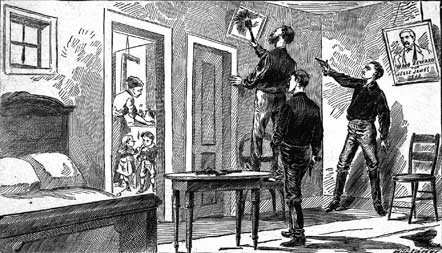
Mordet på Jesse James av Robert Ford.

Robert Newton Ford, född 8 december 1861 i Ray County, Missouri, död 8 juni 1892 i Creede, Colorado, var en amerikansk fredlös brottsling, mest känd för att ha dödat den brottslige gängledaren Jesse James.
Robert Ford dödade Jesse James i april 1882 genom att skjuta honom i bakhuvudet när han skulle damma av en tavla på väggen i sitt hem. Vid tidpunkten hade Robert och hans äldre bror, Charles Ford, flyttat hem till Jesse James, då James upplevde att de var de enda som han fortfarande kunde lita på. Efter dådet fick bröderna Ford dela på 10 000 dollar i prispengar, från Missouris guvernör Thomas Theodore Crittenden. Bröderna dömdes också till döden men benådades två timmar senare, i enlighet med en överenskommelse mellan bröderna Ford och guvernören på förhand.
Robert Ford fick efter mordet inte den hyllning han hoppades på, utan förbannades, hånades och hotades. Han skröt gärna, men möttes med iskall tystnad. Han blev rotlös och flackade omkring.

## Biografi
Efter att ha dödat Jesse James försökte Robert Ford sig på skådespeleri. Där mötte han Nellie Waterson, som han gifte sig med.
I Las Vegas, New Mexico, öppnade han och en annan före detta bandit, Dick Liddell, en saloon. Men kundkretsen ville inte infinna sig. De ville inte ha en judas som hällde upp deras whiskey eller öl. När man upptäckte två silvergruvor i Creede, Colorado, flyttade Ford dit med sin familj och öppnade en saloon.
Då han var på ett besök i Pueblo, Colorado, gick han med på att dela rum med Edward O'Kelley från Harrionville, Missouri. Fords diamantring blev stulen och han anklagade O'Kelley för att ha stulit den. När O'Kelley hörde detta for han till Creede och sköt Robert Ford. Ford begravdes den 25 juni 1892.